# Betriebssportgemeinschaft
Een Betriebssportgemeinschaft (afgekort: BSG) was een vorm van een sportvereniging in het Derde Rijk en de DDR. 

## Betriebssportgemeinschaft in het Derde Rijk
Nadat de NSDAP in 1933 de macht greep in Duitsland bekommerden ze zich ook om de sport. Onderdelen van de NSDAP, zoals de SS, de SA en de  HJ richtten hun eigen sportclub op. Er werden BSG's opgericht die in vele sporttakken actief werden. Tussen 1938 en 1940 steeg het aantal van de BSG's van 10.000 naar 20.000. na de Tweede Wereldoorlog verdwenen de BSG's en werden in het westen ook niet meer opgericht. 

## Betriebssportgemeinschaft in de DDR
Na het einde van de oorlog werden alle Duitse voetbalclubs ontbonden. In tegenstelling tot in West-Duitsland konden de clubs in de Sovjet-bezettingszone niet heropgericht worden onder hun oude naam. Er werd aanvankelijk op lokaal niveau voetbal gespeeld. Vanaf de herfst van 1946 werd er competitie gespeeld per deelstaat. In 1948 werd voor het eerst een kampioenschap georganiseerd dat voor heel de bezettingszone gold, al was dit ook meer een soort eindronde. Op 1 oktober 1948 werd de Deutsche Sportausschus (DS) opgericht dat het overkoepelend orgaan werd voor alle sport. Zij hervormden de sportverenigingen die tot dan Sportgemeinschaften (SG's) waren en noemden hen Betriebssportgemeinschaften (BSG's). De zogenaamde draagbedrijven (Trägerbetriebe) stonden in voor de financiering en logistiek voor hun BSG. De BSG moest sportieve activiteiten organiseren op brede basis
Om het systeem te optimaliseren werden vanaf 1950 Sportvereinigungen ingevoerd. Zij stonden boven de BSG en gaven ook hun naam aan de BSG. Er kwamen 16 sportverenigingen.
| Sportvereniging | Activiteiten                                |
| Aktivist        | Mijnbouw                                    |
| Aufbau          | Bouwindustire                               |
| Chemie          | chemische industrie, Glas- en keramiek      |
| Einheit         | Staats- en lokale eenheid                   |
| Empor           | Handel- en voedingsindustrie                |
| Fortschritt     | Lichte- en textielindustrie                 |
| Lokomotive      | Deutsche Reichsbahn                         |
| Medizin         | Gezondheidswezen                            |
| Motor           | Machine- en transportbouw, Metaalverwerking |
| Post            | Post- en telecommunicatie                   |
| Rotation        | polygrafische industrie en uitgeverijen     |
| Stahl           | Metallurgie                                 |
| Traktor         | Landbouw                                    |
| Turbine         | Energie                                     |
| Wismut          | Uraniummijnbouw                             |
| Wissenschaft    | Universiteiten en hoge scholen              |

Om de sport nog verder uit te bouwen werden vanaf 1954 sportclubs opgericht . Hierdoor verloren de BSG's de topsporters die omhuisden naar de sportclubs. Verschillende BSG's bleven succesvol, waaronder Wismut Aue, Stahl Riesa, Motor/Sachsenring Zwickau en Chemie Leipzig. Deze laatste was de enige BSG die nog landskampioen in het voetbal werd na de oprichting van de sportclubs. 
De sportverenigingen Vorwärts en Dynamo stonden buiten het BSG systeem omdat zij van het leger en de politie waren. 
Na de Duitse hereniging was de tijd van de BSG's voorbij. Bedrijven werden geprivatiseerd en al de BSG's werden ontbonden, er werden overal nieuwe sportclubs opgericht, meestal onder de historische naam die voor 1945 gebruikt werd, die de activiteiten van de BSG overnamen.